# Anders Nordberg

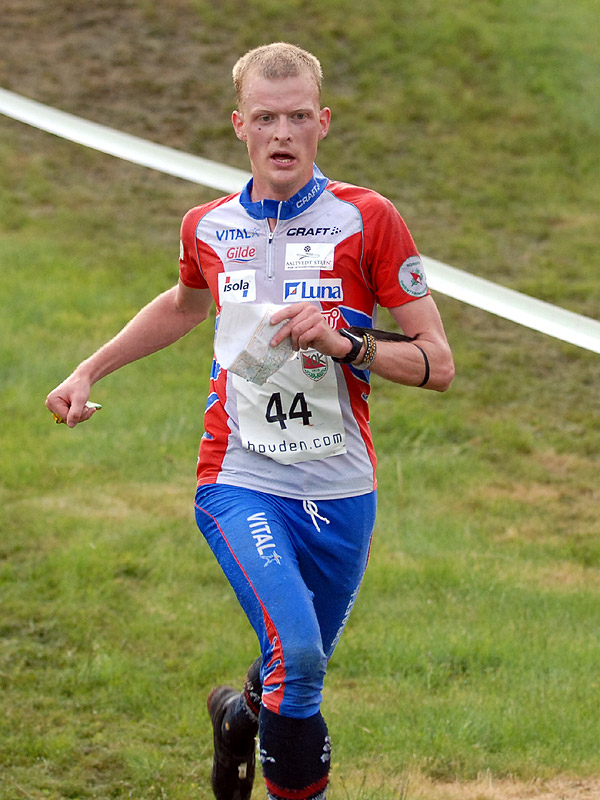
Anders Nordberg (2007)

Anders Nordberg (* 17. Februar 1978 in Skien) ist ein norwegischer Orientierungsläufer.
Der aus der Fylke Telemark stammende Nordberg begann beim Skien OK mit dem Orientierungslauf. Nach drei Teilnahmen bei Junioren-Weltmeisterschaften, bei denen er zweimal Vierter mit der Staffel Norwegens wurde, lief er ab 2000 für den Verein Kristiansands OK. International eingesetzt wurde Nordberg ab 2004, als er gleich bei den Weltmeisterschaften im schwedischen Västerås die Bronzemedaille auf der Mitteldistanz hinter Thierry Gueorgiou aus Frankreich und Walentin Nowikow aus Russland gewann. 2005 wurde er in Notodden Nordischer Meister auf der Mittel- und der Langdistanz. Eine dritte Goldmedaille gewann er mit der Staffel. 2006 und 2007 lief er für den Verein Bækkelagets SK. Während dieser Zeit gewann er Weltmeisterschaftsbronze auf der Langdistanz, das O-Ringen und belegte den zweiten Platz im Gesamt-Weltcup. Ab 2008 startete schließlich für Halden SK. Es folgten nun zwei Vizeweltmeisterschaften auf der Langdistanz sowie der Sieg bei der Jukola mit Halden 2010. Seit 2011 läuft Nordberg für den finnischen Klub Vaajakosken Terä.
Bei norwegischen Meisterschaften gewann er 1996 den Titel im Nacht-OL und 2005 im Staffellauf. 2006, 2008 und 2009 folgten insgesamt vier weitere Titel in Einzelwettbewerben. 2011 wurde er norwegischer Meister im Ultralang-OL. 2011 und 2013 wurde er mit Vaajakosken Terä finnischer Staffelmeister.
Die Orientierungsläuferin Anne Margrethe Hausken Nordberg ist seine Ehefrau.

## Platzierungen
| Weltmeisterschaften | Sprint | Mittel | Lang | Staffel |
| ------------------- | ------ | ------ | ---- | ------- |
| 2004 Västerås       | 11.    | 3.     |      |         |
| 2005 Aichi          |        | 14.    |      |         |
| 2006 Aarhus         |        | 33.    | 11.  |         |
| 2007 Kiew           | 13.    | 4.     | 3.   | 4.      |
| 2008 Olomouc        |        | 6.     | 2.   | 7.      |
| 2009 Miskolc        |        | 13.    | 8.   | 25.     |
| 2010 Trondheim      |        | 9.     | 2.   |         |
| 2011 Savoie         |        | 15.    | dsq  | 2.      |
| 2012 Lausanne       |        |        | 10.  |         |
| 2013 Vuokatti       |        | 16.    | 13.  |         |

| Europameisterschaften | Sprint | Mittel | Lang | Staffel |
| --------------------- | ------ | ------ | ---- | ------- |
| 2004 Roskilde         |        | 8.     |      | 4.      |
| 2006 Otepää           |        | 19.    | 8.   |         |
| 2008 Ventspils        |        | dsq    | 43.  | 8.      |
| 2012 Falun            |        | 17.    | 4.   | 4.      |

| Junioren-WM       | Sprint | Mittel | Lang | Staffel |
| ----------------- | ------ | ------ | ---- | ------- |
| 1996 Govora       |        | 46.    |      |         |
| 1997 Leopoldsburg |        | 21.    | 89.  | 4.      |
| 1998 Reims        |        | 20.    | 12.  | 4.      |

| Gesamt-Weltcup | Gesamt-Weltcup |
| -------------- | -------------- |
| 2004           | 12.            |
| 2005           | 73.            |
| 2006           | 18.            |
| 2007           | 2.             |
| 2008           | 8.             |
| 2009           | 8.             |
| 2010           | 24.            |
| 2011           | 69.            |
| 2012           | 32.            |
| 2013           | 53.            |